# Afanasij Szczegłow
Afanasij Fiodorowicz Szczegłow (ros. Афанасий Фёдорович Щеглов, ur. 2 stycznia?/15 stycznia 1912 we wsi Michali w guberni twerskiej, zm. 28 stycznia 1995 w Moskwie) – radziecki generał armii, Bohater Związku Radzieckiego (1944), członek KPZR od 1939.

## Życiorys
Afanasij Szczegłow urodził się 2 stycznia?/15 stycznia 1912 roku we wsi Michali w guberni twerskiej (obecnie położona w rejonie oleninskim, na terenie obwodu twerskiego. Pochodził z rodziny chłopskiej. Służbę w Armii Czerwonej pełnił od 1929. W 1933 ukończył Połączoną Szkołę Wojskową Ogólnorosyjskiego Komitetu Wykonawczego (szkoła wojsk wewnętrznych). W 1939 ukończył studia w Akademii Wojskowej im. M. Frunzego.
Uczestnik wojny radziecko-fińskiej i II wojny światowej. W latach 1941–1942 dowodził pułkiem artylerii na Froncie Północnym. W 1943 dowódca 63 Gwardyjskiej Dywizji Strzeleckiej, w 1944 dowódca 30 Gwardyjskiego Korpusu Strzeleckiego w składzie 42 Armii na Froncie Północnym, a następnie – na Froncie Leningradzkim. W czasie obrony Leningradu nazywany przez Niemców „ryżą śmiercią”. Za jego głowę Niemcy wyznaczyli nagrodę 100 tys. marek. Przyjmował kapitulację zgrupowania niemieckiego w Kurlandii.
Po wojnie pełnił służbę w Wojskach Obrony Powietrznej Kraju. Dowódca Okręgu OPK w Baku w latach 1959–1966. Od lipca 1966 pierwszy zastępca głównodowodzącego Wojsk Obrony Powietrznej Kraju ZSRR. Od kwietnia 1974 do 1984 przedstawiciel Naczelnego Dowódcy Zjednoczonych Sił Zbrojnych Państw Stron Układu Warszawskiego w Polsce.
W okresie „Solidarności” w Polsce 1980–1981 wywierał naciski na polskie władze partyjne i wojskowe do brutalnego rozprawienia się z opozycją polityczną. Był jednym ze współautorów planu obrony przeciwlotniczej Egiptu w czasie wojen z Izraelem w 1967 oraz 1973.
Deputowany do Rady Najwyższej ZSRR 6–8 kadencji. Zmarł 28 stycznia 1995 roku. Został pochowany na Cmentarzu Nowodziewiczym w Moskwie.

## Odznaczenia
- Order Lenina – czterokrotnie
- Order Rewolucji Październikowej
- Order Czerwonego Sztandaru – trzykrotnie
- Order Czerwonego Sztandaru Pracy
- Order Suworowa II stopnia
- Order Aleksandra Newskiego
- Order Wojny Ojczyźnianej I stopnia
- Order Czerwonej Gwiazdy
- Order „Za służbę Ojczyźnie w Siłach Zbrojnych ZSRR” III stopnia